# Atoll K
Pour plus de détails, voir Fiche technique et Distribution.
Atoll K (titre italien : Atollo K) est un film franco-italien réalisé par Léo Joannon, sorti en 1951, avec dans les rôles principaux le duo comique Laurel et Hardy dont c'est le dernier film tourné en commun.

## Synopsis
Stan, en compagnie de son « conseiller financier » Oliver, fait un héritage comprenant une belle somme d'argent ainsi qu'un navire de plaisance et une île aux antipodes. Mais après qu’ont été payés les droits de succession, frais de notaire et autres taxes, l'argent a quasiment fondu ; il ne leur reste que le « yacht » et l'île. Ils s'embarquent alors à bord du yacht pour rejoindre leur île en compagnie d'un cuistot, apatride sans papiers qui ne parvient jamais à trouver un pays d'asile, et d'un passager clandestin, italien sans ressources qui ne parvient jamais à embarquer sur un bateau pour quitter la France. 
En cours de route, ils s'échouent sur un atoll volcanique qui surgit de la mer sur le trajet de leur bateau. Les quatre héros jouent alors les Robinson Crusoe sur cette île inconnue. Parallèlement, une chanteuse de cabaret de Tahiti, Chérie Lamour, qui s'est brouillée avec son fiancé, officier de marine, est débarquée du bateau sur lequel elle l'avait fui sur l'île des héros. Son amoureux, envoyé pour reconnaître l'île, la retrouve et annonce à ses propriétaires que l'île, rebaptisée Atoll K, regorge d'uranium. Les nouveaux Robinson forment un gouvernement exempt de lois, d'argent, et de taxes, pour ne pas être annexés. 
La nouvelle fait vite le tour du monde, c'est la ruée et le paradis terrestre ne tarde pas à être envahi. Le gouvernement fe Crusoeland ne résiste pas à des menées sournoises ni à une révolution pétaradante menée par un horrible personnage  avide d'argent et de pouvoir. Au moment où les quatre héros vont être pendus par les nouveaux dirigeants, l'île subit un nouveau cataclysme géologique et disparaît aussi vite qu'elle était apparue. Les héros sont recueillis par le bateau du fiancé de Chérie, qui conduit Stan et Oliver sur l'île héritée par Stan. 
Ils se croient enfin tranquilles quand un fonctionnaire vient leur annoncer que l'île a été saisie, ses droits de succession n'ayant pas été payés.

## Fiche technique
- Titre français : Atoll K
- Titre italien : Atollo K
- Réalisation : Léo Joannon, John Berry (non crédité)
- Assistant-réalisateur : Pierre Franchi
- Scénario : Sur une idée de Léo Joannon
- Adaptation : René Wheeler et Piero Tellini
- Dialogues : Isabelle Kloucowski et Jean-Claude Eger
- Photographie : Armand Thirard, Louis Née
- Montage : Robert et Monique Isnardon
- Musique : Paul Misraki - chanson d'André Hornez et Paul Misraki (éditions : Impéria)
- Décors : Roland Quignon
- Costumes : Jean Zay - Robes de Jacques Fath
- Son : Pierre Calvet
- Producteur : Raymond Eger
- Sociétés de production : Ege Films, Sirius, Franco-London-Films (Paris), Fortezza-Films (Rome)
- Société de distribution : Sirius
- Tournage : du 7 août 1950 au 24 mars 1951 (interrompu à plusieurs reprises) dans les studios de Paris-Studio-Cinéma de Billancourt
- Durée : 93 minutes (1 h 33)
- Genre : Comédie
- Dates de sortie : 
  - France : 17 octobre 1951
  - Italie : 25 octobre 1951
  - États-Unis : 14 décembre 1954
- Visa d'exploitation : 9841

## Distribution
- Stan Laurel (VF : Franck O'Neill) : Stan
- Oliver Hardy (VF : Fernand Rauzena) : Oliver
- Suzy Delair : Chérie Lamour
- Suzet Maïs :  Dolan
- Claude May : la secrétaire
- Palmyre Levasseur : la femme de l’adjoint
- Max Elloy : Antoine, le cuisinier
- Adriano Rimoldi Giovanni, le maçon
- Olivier Hussenot le capitaine à Marseille
- Félix Oudart : le maire
- Robert Murzeau : M. Dolan
- Robert Vattier : Maître Bonnefois, le notaire
- Lucien Callamand : le portier
- Luigi Tosi : le capitaine Jacques Frazer
- Michel Dalmatoff : le fiancé
- André Randall : Branwell
- Charles Lemontier : l’ambassadeur
- Philippe Richard : le directeur
- Vittorio Caprioli : Monsieur Paltroni, avocat italien
- Titys : l’adjoint
- Maurice Pierrat : le speaker
- Nicolas Amato : le secrétaire de mairie
- Joe Davray : un malfrat
- Guy-Henry : un malfrat
- Jean Verner : Hans, le speaker Allemand
- Gérard Buhr : une sentinelle
- Hubert Deschamps
- Franck Maurice
- Roger Legris : le radio sur l'atoll K
- Jean-Pierre Mocky : un nudiste
- Henri Labussière

## Autour du film
- C'est le dernier film du tandem Laurel et Hardy. Après la fin de sa collaboration avec Hal Roach, le duo avait tourné quelques films pour la Fox et la MGM, mais s'était retrouvé sans contrat aux États-Unis à la fin des années 1940. À ce moment, sa popularité était pourtant à son sommet en Europe, le public de plusieurs pays le redécouvrant par ses films qui n'avaient pas été diffusés durant la guerre. Laurel et Hardy acceptèrent donc de tourner Atoll K pour une coproduction franco-italienne avec un budget, élevé pour l'époque, de 1,5 million de dollars.
- Les rapports entre Stan Laurel et Oliver Hardy avec le réalisateur et scénariste Léo Joannon furent très mauvais. Laurel et Hardy ne parlaient pas français et Joannon connaissait tout juste quelques mots d'anglais. Stan Laurel était notamment mécontent du script, inachevé malgré les promesses qui avaient été faites, et fit appel à ses collaborateurs habituels pour l'améliorer.
- Stan Laurel étant malade pendant le tournage, sa durée prévue initialement de 12 semaines a été de 11 mois. Laurel dut subir une opération de la prostate à l’Hôpital Américain de Paris, il en revint très amaigri et fatigué, ne pouvant tourner plus de 30 minutes certains jours, ne pesant plus que 51 kg[réf. nécessaire]. Pendant ce temps, Oliver Hardy prenait du poids, atteignant les 150 kg, et dut faire face à des problèmes de fibrillation cardiaque. Un des autres acteurs, Adriano Rimoldi, fut victime d'un accident sur le tournage et fut indisponible pendant un mois.
- Devant l'accumulation des retards, dont Laurel et Hardy rendaient Joannon responsable en l'accusant d'incompétence (la veuve de Stan, Ida Laurel, affirma qu'il avait passé trois jours sur de simples plans d'un lac), on fit appel à John Berry, alors inscrit sur la liste noire de Hollywood à la suite du maccarthysme et réfugié en Europe, pour achever le film. Afin de permettre au film de sortir aux États-Unis sans polémique, sa participation fut tenue secrète mais fut confirmée par Suzy Delair dans une interview en 1967.
- Il existe quatre montages différents du film. Le montage français dure 93 minutes, la version italienne, Atollo K, 97 minutes. Un montage préliminaire de 98 minutes en anglais resta inédit dans les pays anglo-saxons et fut remplacé par une version tronquée de 82 minutes baptisée Robinson Crusoeland en Grande-Bretagne et Utopia aux États-Unis. La version longue en anglais fut néanmoins préservée dans une copie 16 mm qui refit surface en 2010 et fut la base de la version restaurée diffusée sur Arte en janvier 2012.
- Ce film sera le dernier projet du duo Laurel et Hardy qui avait beaucoup moins de succès aux États-Unis depuis au moins une dizaine d'années. Le duo voulait arrêter depuis déjà quelques années, mais il s'est laissé tenter par l'aventure de tourner en Europe, peu de temps avant une tournée triomphale en GB.